# Afrique portugaise

Anciennes colonies portugaises en Afrique.

Cet article court présente un sujet plus développé dans : Empire colonial portugais.
L'Afrique portugaise désigne l'ensemble des colonies africaines ayant appartenu au Portugal. Elle regroupe :
- l'Afrique occidentale portugaise, ancienne colonie portugaise à l'emplacement de l'actuel Angola ;
- l'Afrique orientale portugaise, ancienne colonie portugaise à l'emplacement de l'actuel Mozambique ;
- la Guinée portugaise (actuelle Guinée-Bissau) ;
- la Guinée équatoriale portugaise (1493-1778) ;
- l'archipel Sao Tomé-et-Principe ;
- le Cap-Vert ;
- le fort de Ouidah, enclave au Dahomey (actuel Bénin) de seulement un hectare, absent de la carte ci-dessous.